# Liste der Biografien/Kez
Liste der Biografien |
Portal Biografien |
Personensuche
# |
A |
B |
C |
D |
E |
F |
G |
H |
I |
J |
K |
L |
M |
N |
O |
P |
Q |
R |
S |
T |
U |
V |
W |
X |
Y |
Z |
?
 
Ka |
Kb |
Kc |
Kd |
Ke |
Kf |
Kg |
Kh |
Ki |
Kj |
Kl |
Km |
Kn |
Ko |
Kp |
Kr |
Ks |
Kt |
Ku |
Kv |
Kw |
Ky |
Kx |
Kz
 
Kea |
Keb |
Kec |
Ked |
Kee |
Kef |
Keg |
Keh |
Kei |
Kej |
Kek |
Kel |
Kem |
Ken |
Keo |
Kep |
Ker |
Kes |
Ket |
Keu |
Kev |
Kew |
Kex |
Key |
Kez
Die Liste der Biografien führt alle Personen auf, die in der deutschsprachigen Wikipedia einen Artikel haben. Dieses ist eine Teilliste mit 14 Einträgen von Personen, deren Namen mit den Buchstaben „Kez“ beginnt.

## Kez
- KEZ, Rapper

### Keza
- Kézai, Simon, ungarischer Chronist
- Kezan, Fevzi (* 1952), türkischer Fußballspieler

### Kezb
- Kezbaia, Temur (* 1968), georgischer Fußballspieler

### Kezd
- Kézdi, Árpád (1919–1983), ungarischer Ingenieur für Grundbau und Bodenmechanik
- Kezdy, Pierre (1962–2020), US-amerikanischer Punk-Bassist

### Keze
- Kezek, Atilla (* 1956), türkischer Vizeadmiral
- Kezele, Maja (* 1979), kroatische Skilangläuferin
- Kezele, Michaela (* 1975), deutsche Filmregisseurin und Drehbuchautorin
- Kezeradze, Aliza (1937–1996), georgische Pianistin

### Kezi
- Kézi, Zsuzsanna (1945–2021), ungarische Handballtorhüterin
- Kezich, Tullio (1928–2009), italienischer Filmkritiker und Autor
- Kezilahabi, Euphrase (1944–2020), tansanischer Romanautor, Dichter und Gelehrter

### Kezm
- Kežman, Mateja (* 1979), serbischer FußballspielerMateja Kežman (* 1979)

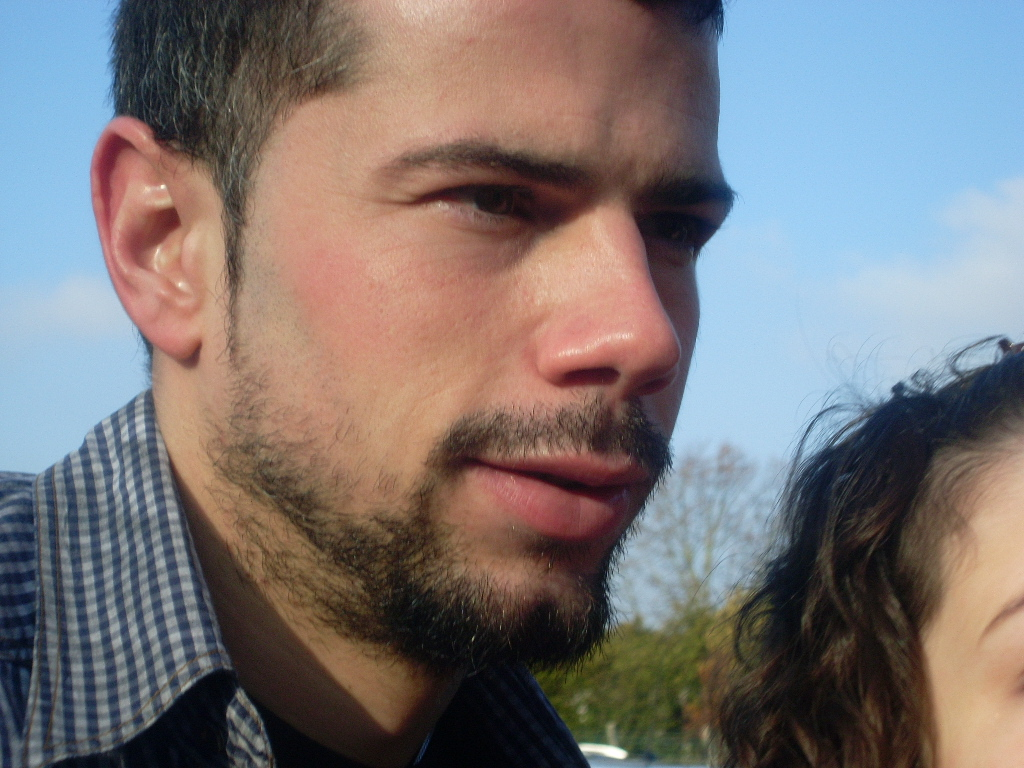
Mateja Kežman (* 1979)